# جون كوستيجان
جون كوستيجان (بالإنجليزية: John Costigan)‏ هو لاعب قذف أيرلندي، ولد في 1945.